# Kashi Rao Holkar
Shrimant Sardar Kashi Rao Holkar, fou subadar de Malwa amb residència a Maheshwar. Era fill de Tukoji I Rao Holkar al que va succeir en la direcció administrativa del país quan va abdicar el 29 de gener de 1797, i el va succeir també en la direcció militar quan va morir el 15 d'agost de 1797.
El seu germà Malhar II Rao Holkar es considerava més capacitat i havia intentat que el pare el designés successor però no ho va aconseguir i Malhar es va retirar a Poona sota la protecció de Nana Fanavis, un dels ministres principals del peshwa. Davant l'amenaça que Malhar suposava, Kashi Rao Holkar va demanar ajut a Daulat Rao Sindhia, que va aprofitar l'avinentesa per esdevenir de fet regent dels estats d'Holkar. Malhar Rao fou atacat per sorpresa i va morir en el combat.
Un fill il·legítim de Tukoji I, de nom Jaswant Rao Holkar, va aconseguir aixecar una força i es va erigir en defensor dels drets de Khande Rao Holkar, fill pòstum de Malhar II Rao; va aconseguir el suport d'Amir Khan (que després fou nawab de Tonk) i les tropes lleials a Kashi Rao manades per Dudrenec foren derrotades a 
Kasrawad; llavors Dudrenec va transferir la seva fidelitat i les seves forces a Jaswant Rao Holkar, que va entrar a Maheshwar (gener de 1799). Jaswant va agafar el govern i títols i fou coronat pel ritu vèdic.
El peshwa va restablir a Kashi Rao a Maheshwar l'agost de 1801, i poc després Kashi feia aliança amb Scindia. Jaswant Rao va marxar contra Poona, va conquerir Sendhwa, Chalisgaon, Dhulia, Malegaon, Parol, Ner, Ahmednagar, Rahuri, Nashik, Sinnar, Dungargaon, Jamgaon, Pharabagh, Gardond, Pandharpur, Kurkumb, Narayangaon, Baramati, Purandhar, Saswad, Moreshwar, Thalner, i Jejuri i el 25 d'octubre de 1802, al festival de Diwali, va derrotar els exèrcits de Scindia i el peshwa a Hadapsar prop de Poona amb combats parcials també a Ghorpadi, Banwadi, i Hadapsar. El peshwa Baji Rao va fugir però Jaswant Rao el va cridar per tornar i el va restablir; però va fugir altre cop poc després i signà amb els britànics el tractat de Bassein (31 de desembre de 1802) que l'havien de restablir a costa de perdre de fet la seva sobirania. Kashi va quedar presoner de Jaswant; aquest va posar com a peshwa a Poona a Amrut Rao, però els britànics van restaurar al peshwa Baji Rao (13 de maig de 1803). Jaswant va fer la guerra als britànics però va signar finalment el tractat de Rajghat amb aquestos el 24 de desembre 1805 i fou reconegut sobirà de Malwa (ho va restar fins a la seva mort el 1811).
Kashi Rao havia quedat presoner el 1802 a Asirgarh, i fou finalment mort en una baralla al fort de Shenwa, junt amb la seva dona Shrimant Akhand Soubhagyavati Anandi Bai Sahib Holkar, el 1808.